# Charles W. Leadbeater
Charles Webster Leadbeater (Stockport, Manchester, Egyesült Királyság, 1854. február 16. – Perth, Ausztrália, 1934. március 1.) angol teozófus, író.

## Életútja
Charles W. Leadbeater papként tevékenykedett az anglikán egyházban, melynek feladása után belépett a Teozófiai Társulatba. Helena Blavatskyval való 1884-s találkozása után annak „főideológusává" emelkedett. Blavatsky 1891-es halála után átvette az Esoteric Section-t, az Adyar TT belső részlegét.
A Társulat másik fő vezéralakjával, Annie Besanttal egy sor jógaalapú sziddhi gyakorlatba fogtak, hogy látnoki erővel nézzenek bele a kémiai elemek atommagjaiba. „Hivatalosan” okkult kutatásokkal foglalkozott, melynek alapját állítólagos tisztánlátása képezte.
Egyes vélemények szerint Leadbeater tisztánlátásáról soha nem szolgáltatott tudományosan megalapozott, tényleges bizonyítékot, ahogy Rudolf Steiner, Max Heindel és az ezoterikus tanok más „nagyjai” sem.
A Teozófiai Társulat vezéralakja lett, de 1906-ban lemondott egy szexuális botránya miatt. A vádlók vádjait nem bizonyították, és miután Annie Besant elnök lett, 1908-ban visszafogadták a Társulatba, és 1934-es haláláig annak egyik vezető személyisége is maradt.
Több mint 69 művet (könyv és pamflet) írt, valamint rendszeresen beszédeket tartott.

## Művei
válogatott írásai magyarul:
- A Csakrák
- Gyászoló embertársainknak
- Az álmokról
- Élet a halál után
- Világunk rejtett oldala
- A túlvilág
- Mennyország
- A mesterek és az ösvény
- A világanya mint jelkép és valóság
- A láthatatlan világok élete, az asztráltestek világa
- Az ünnepek rejtett oldala

válogatott művei angolul
- Dreams (What they are and how they are caused) (1893)
- Theosophical Manual Nº5: The Astral Plane (Its Scenery, Inhabitants and Phenomena) (1896)
- Theosophical Manual Nº6: The Devachanic Plane or The Heaven World Its Characteristics and Inhabitants (1896)
- Invisible Helpers (1896)
- Reincarnation (1898)
- Our Relation to Our Children (1898)
- Clairvoyance  (1899)
- Thought-Forms  (with Annie Besant) (1901)
- An Outline of Theosophy (1902)
- Man Visible and Invisible (1902)
- Some Glimpses of Occultism, Ancient and Modern (1903)
- The Christian Creed (1904)
- Occult Chemistry  (with Annie Besant) (1908)
- The Inner Life (1911)
- The Perfume of Egypt and Other Weird Stories (1911)
- The Power and Use of Thought (1911)
- The Life After Death and How Theosophy Unveils It (1912)
- A Textbook of Theosophy (1912)
- Man: Whence, How and Whither (with Annie Besant) (1913)
- Vegetarianism and Occultism (1913)
- The Hidden Side of Things (1913)
- Australia & New Zealand: Home of a new sub-race (1916)
- The Monad and Other Essays Upon the Higher Consciousness (1920)
- The Inner Side Of Christian Festivals (1920)
- The Science of the Sacraments (1920)
- The Lives of Alcyone (with Annie Besant) (1924)
- The Liturgy According to the Use of the Liberal Catholic Church (with J.I. Wedgwood) (Second Edition) (1924)
- The Masters and the Path (1925)
- Talks on the Path of Occultism (1926)
- Glimpses of Masonic History (1926) (later pub 1986 as Ancient Mystic Rites)
- The Hidden Life in Freemasonry (1926)
- The Chakras (1927) (published by the Theosophical Publishing House, Wheaton, Illinois, USA)
- Spiritualism and Theosophy Scientifically Examined and Carefully Described (1928)
- The Noble Eightfold Path (1955)
- Messages from the Unseen (1931)

### Magyarul
- A teoszofia alapvonalai; magyarra átdolg. N. D.; Márkus S. Könyvny., Bp., 1908
- Mindazoknak akik gyászolnak. Fordítás angolból; Magyar Teozófiai Társaság "Besant" páholya, Bp., 1914
- Poliány Zoltánné: Az élet problémái teozofus megvilágításban. Dr. Annie Besant, C. Jinarajadása, C. W. Leadbeater, Dr. Arundale tanításaiból és azok nyomán; Scholtz, Bp., 1929
- Azoknak, akik gyászolnak; Magyar Teozófiai Társulat, Bp., 193?
- Az álmokról; ford. Fekete Pál; Hauptmann Ny., Bp., 1930
- Annie Besant–C. W. Leadbeater: Karma. Az igazság okkult törvénye; feldolg. Feketéné Szegedy-Maszák Leona, Nagyiványi Fekete Pál; Magyar Kiadó, Bp., 1930
- A keresztény hitvallás, annak eredete és jelentése; ford. Ferenczy Izabella; 2. bőv. kiad.; Magyar Teozófiai Társulat, Bp., 1931
- Az ünnepek rejtett oldala; Forum Ny., Bp., 1939
- A túlvilág; Magyar Teozófiai Társulat, Bp., 1940
- Világosság az ösvényen / Karma; leírta Mabel Collins, Reisch Alfréd ford. alapján átdolg. kiad.; Magyar Teozófiai Társulat, Bp., 1993
- A csakrák. Tanulmány; ford. Reicher László; Magyar Teozófiai Társulat, Bp., 1995
- Élet a halál után és ahogyan azt a teozófia kifejti; ford. Zipernovszky Judit; Magyar Teozófiai Társulat, Bp., 1996
- Az álmokról. Milyenek azok és hogyan jönnek létre; ford. Fekete Pál; jav. kiad.; Magyar Teozófiai Társulat, Bp., 1998
- A halál kapuján túl; ford. Solymos Béláné, Szabari János, életrajz Nagyiday Adrienne; C. W. Leadbeater: Gyászoló embertársainknak / C. W. Leadbeater: Élet a halál után / C. Codd: Nincs halál / G. Hodson: A halál kapuján át; Magyar Teozófiai Társulat, Bp., 2003
- Látható és láthatatlan ember. Példák különböző típusú emberekről, ahogyan azt a képzett tisztánlátó látja; ford. Szabari János, életrajz Nagyiday Adrienne; Magyar Teozófiai Társulat, Bp., 2004